# First Access Entertainment
First Access Entertainment è una joint venture tra Sarah Stennett e il fondatore della Access Industries, Len Blavatnik, con uffici a Londra, New York e Los Angeles.
La First Access Entertainment opera in tutti i settori della musica, della moda e dell'intrattenimento; inoltre investe, gestisce e promuove aziende e risorse basate sui talenti che emergono dal settore dell'intrattenimento.

## Storia
La First Access Entertainment nasce come Turn First Artists, un'agenzia di gestione e sviluppo degli artisti con sede a West London, fondata dal manager musicale Sarah Stennett. Stennett è stato responsabile del lancio delle carriere di artisti tra cui Ellie Goulding, i Sugababes, Rita Ora e Zayn. Stennett ha anche co-fondato lo studio legale SSB, che rappresenta Adele, e ha portato alla creazione del pluripremiato team di compositori e produttori The Invisible Men, che comprende suo marito George Astasio.
Nell'ottobre 2015 è stato annunciato che la Access Industries di Stennett e Len Blavatnik, un gruppo industriale privato con importanti partecipazioni nei settori della musica, dei media e delle telecomunicazioni, avrebbe costituito una nuova joint venture chiamata First Access Entertainment. La First Access Entertainment si concentra sullo sviluppo e la rappresentazione dei talenti, lo sviluppo e la rappresentazione del marchio, la registrazione di artisti e cantautori e lo sfruttamento dei diritti, in tutti i settori della musica, dello spettacolo e della moda.

## Artisti
- Algee Smith
- Ashlee Simpson
- Bebe Rexha
- Brian Lee
- Conor Maynard
- Evan Ross
- iLoveMakonnen
- Jack & Jack
- Lion Babe
- Lil Peep
- Madison Beer
- Nicole Scherzinger
- Ray BLK
- Rita Ora
- Smokepurpp
- The Invisible Men
- Travis Mills
- Young Thug
- Sfera Ebbasta